# Motorsportjahr 1904
◄◄ | ◄ | 1900 | 1901 | 1902 | 1903 | Motorsportjahr 1904 | 1905

Weitere Sportereignisse

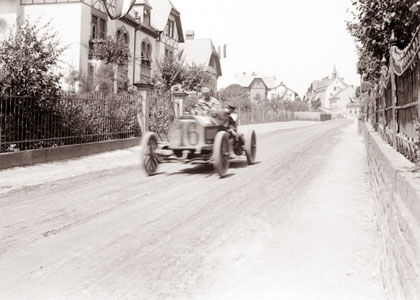
John B. Warden auf Mercedes 95 PS am Gordon-Bennett-Cup (17. Juni 1904). Hier ein Photo bei der Durchfahrt der Füllerstraße in Oberursel (Taunus).

Das Jahr 1904 brachte mit dem Gordon-Bennett-Rennen in Deutschland und dem Vanderbilt Cup in den USA einen weiteren Aufschwung des Motorsports vor allem auch außerhalb Frankreichs, wobei für das Rennen in New York erstmals europäische Fahrer und Rennställe nach Übersee gereist waren. Gleichzeitig war es das erste Jahr ohne Stadt-zu-Stadt-Rennen, die nach dem „Todesrennen“ Paris–Madrid 1903 verboten worden waren.

## Rennergebnisse

### Gordon-Bennett-Cup – Homburg
| Platz | Fahrer           | Team            | Zeit         |
| ----- | ---------------- | --------------- | ------------ |
| 1     | Léon Théry       | Richard-Brasier | 5:50:01,4 h  |
| 2     | Camille Jenatzy  | Mercedes        | +11:28,0 min |
| 3     | Pierre de Caters | Mercedes        | +57:08,8 min |

Leon Thery gewinnt das Gordon-Bennett-Rennen 1904

Wilhelm II. gratuliert Autofabrikant Charles Henry Brasier

Durch den Sieg von Camille Jenatzy auf Mercedes beim Gordon-Bennett-Cup 1903 war Deutschland als Austragungsort dieses Rennens vorgegeben. Im Gegensatz zu Frankreich und Großbritannien, wo die Politik den Rennen gegenüber bislang eher restriktiv begegnete, war das deutsche Kaiserhaus – das gegenüber dem Automobilwesen lange Zeit ebenfalls sehr zurückhaltend eingestellt gewesen war – nach dem Mercedes-Erfolg beim Gordon-Bennett-Rennen 1903 von der nationalen Begeisterung für Automobilrennen erfasst worden und Kaiser Wilhelm II. soll persönlich an der Auswahl der Rennstrecke bei Homburg beteiligt gewesen sein. Start und Ziel des 128 km langen und viermal zu durchfahrenden Rundkurses im Taunus war nahe dem Kastell Saalburg, einem weiteren Prestigeobjekt Wilhelms, wo auch die kaiserliche Tribüne errichtet wurde. Durch die Anwesenheit des Kaisers erhielt die Veranstaltung eine zusätzliche Aufwertung, was sich in einer gesteigerten Teilnehmerzahl widerspiegelte. In Frankreich musste nach heftigen Protesten der bislang nicht berücksichtigten Hersteller sogar erstmals ein eigenes Ausscheidungsrennen um die drei zu vergebenden Plätze im nationalen Team ausgetragen werden, in dem sich zehn Fabrikate mit insgesamt 29 Wagen – somit mehr als im eigentlichen Hauptrennen – einen harten Kampf lieferten. In Deutschland entwickelte Mercedes dagegen unter geschickter Auslegung des Reglements eine Doppelstrategie und schickte mit drei im österreichischen Austro-Daimler-Werk montierten Modellen gleich ein zweites Drei-Wagen-Team ins Rennen. Als Konzession wurde allerdings auch ein Platz im deutschen Team an Opel vergeben, bei dem es sich um ein Lizenzfabrikat des französischen Herstellers Darracq handelte. Erstmals im Gordon-Bennett-Cup vertreten war auch Italien mit drei Fiat-Rennwagen, dazu ein vollzähliges Team aus Belgien, während die USA dieses Mal auf die Teilnahme verzichteten. Insgesamt traten 18 Wagen aus sieben Nationen am 17. Juni 1904 gegeneinander an. Wie schon im Vorjahr entwickelte sich das Rennen erneut zu einem deutsch-französischen Zweikampf, Camille Jenatzy auf Mercedes gegen den bis dahin noch weitgehend unbekannten Léon Théry auf Richard-Brasier. Trotz genauester Streckenvorbereitung und überlegener Motorleistung seines 95-PS-Mercedes verlor Jenatzy jedoch auf den sehr präzise fahrenden Théry Runde um Runde einige Sekunden, sodass der Franzose schließlich mit etwa 11 Minuten Zeitvorsprung und einer Durchschnittsgeschwindigkeit von über 87 km/h durchs Ziel ging. Jenatzy wurde Zweiter, hatte allerdings großes Glück, als ihn bei einem Bahnübergang ein Zug um Zentimeter verfehlte. Damit hatte sich am Ende erneut eine auf dem Papier deutlich leistungsschwächere, dafür aber auch weit weniger überzüchtete Konstruktion durchgesetzt.

### Ardennen-Rennen – Bastogne
| Platz | Fahrer         | Team               | Zeit         |
| ----- | -------------- | ------------------ | ------------ |
| 1     | George Heath   | Panhard & Levassor | 5:30:49,0 h  |
| 2     | Georges Teste  | Panhard & Levassor | 0+55,0 s     |
| 3     | Albert Clément | Clément-Bayard     | 0+3:54,2 min |

Am 25. Juli 1904 fand das Ardennen-Rennen bei Bastogne in Belgien zum dritten Mal statt. Nach einem harten Kampf mit seinem Teamkollegen Teste gewann der US-Amerikaner George Heath.

### Vanderbilt Cup – Long Island
| Platz                         | Fahrer         | Team               | Zeit        |
| ----------------------------- | -------------- | ------------------ | ----------- |
| 1                             | George Heath   | Panhard & Levassor | 5:26:45,0 h |
| 2                             | Albert Clément | Clément-Bayard     | +1:28,0 min |
| keine weiteren Fahrer im Ziel |                |                    |             |

Auf Einladung des amerikanischen Industriellen William Kissam Vanderbilt II (1878–1944) versammelte sich die Motorsport-Elite Europas am 8. Oktober 1904 zu einem der ersten Rennen in den USA, dem Vanderbilt Cup.
Die 46 Kilometer lange Strecke lag auf Long Island. Die durch den Sieg des Lokalmatadors George Heath begeisterte Menge stürmte die Strecke, sodass das Rennen nach der Ankunft des Zweiten abgebrochen werden musste.

## Details

### Gordon-Bennett-Cup – Homburg
Um die Austragung des Rennens in Deutschland hatten sich einige Gemeinden beworben. Ausschlag für die Entscheidung, das Rennen im Taunus durchzuführen, gab wohl die Empfehlung Kaiser Wilhelm II., der das Landgrafenschloss in Bad Homburg gern als Sommerresidenz nutzte. Kurze Zeit vorher hatte Kaiser Wilhelm das wiedererrichtete Römerkastell Saalburg eröffnet, das nun Start und Zielpunkt des Rennens wurde. Neben dem Kaiserpaar wurden allein in Bad Homburg 3113 internationale Besucher gezählt. Rund um den Rennkurs säumte eine Million Besucher die Straßen.
Der Deutsche Automobilclub als Veranstalter hatte umfangreiche Sicherungsmaßnahmen getroffen. Zwar schieden sechs von 18 Wagen im Rennen aus. Unfälle während des Rennens wurden jedoch vermieden, obwohl die Strecke als anspruchsvoll galt: Höhenlagen von 105 bis 550 Meter, Steigungen von 12 bis 15 % auf Straßen, die heutigen Rennstrecken überhaupt nicht entsprachen.
Ökonomisch war das Rennen kein Erfolg. Die Einnahmen von 140.000 Mark deckten nur die Hälfte der Kosten. Ein Großteil des Defizites war auf den Bau der Kaisertribüne an der Saalburg zurückzuführen. Für 95.000 Mark hatte der Bad Homburger Architekt Louis Jacobi eine große Tribüne mit Kaiserloge für 2500 Personen errichtet.

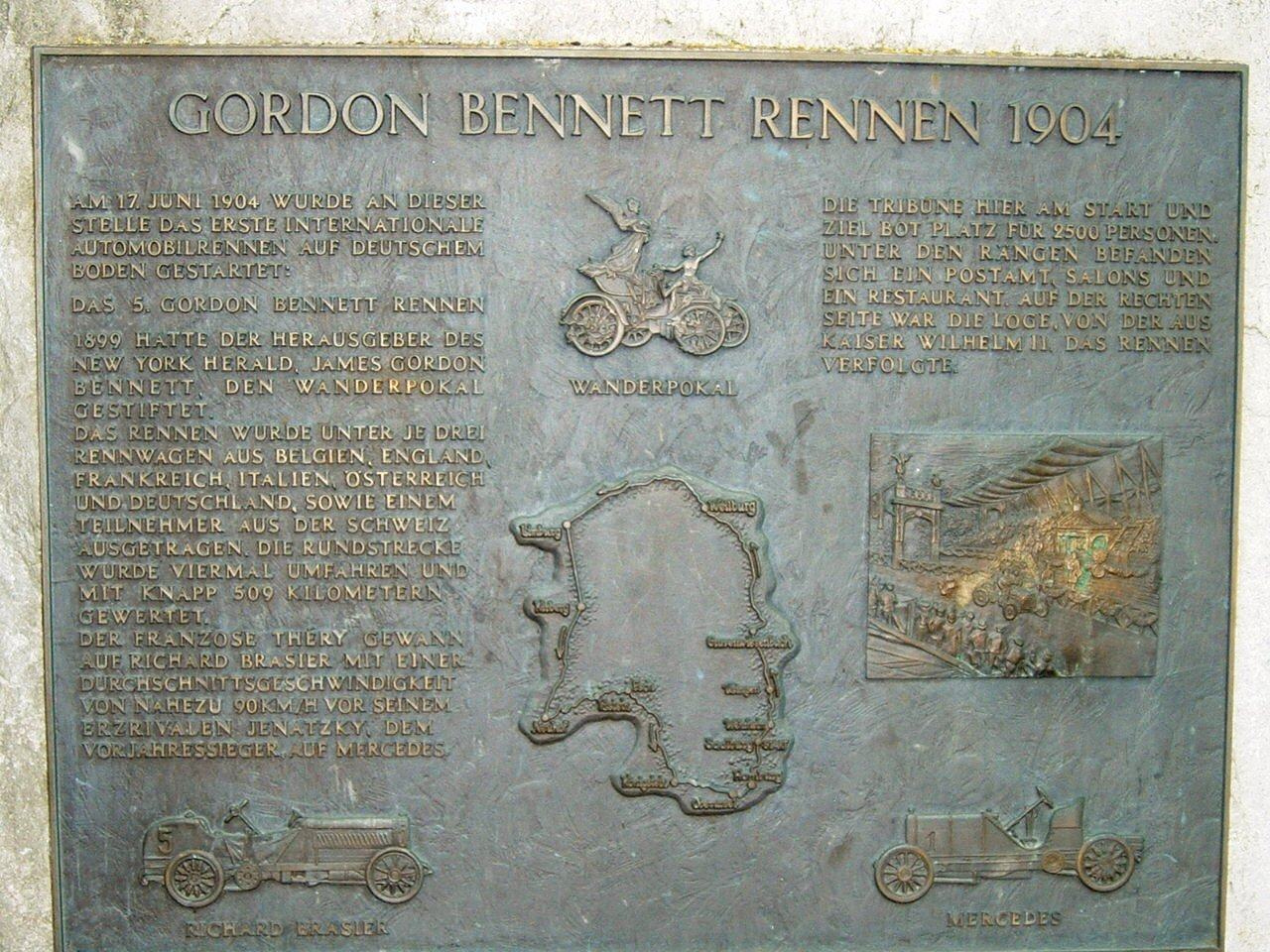
Gedenktafel an das Rennen unweit des Kastell Saalburg
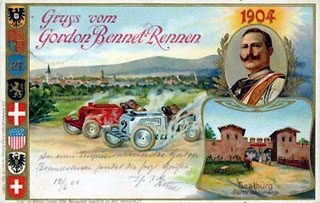
Werbeplakat für den Gordon-Bennett-Cup 1904
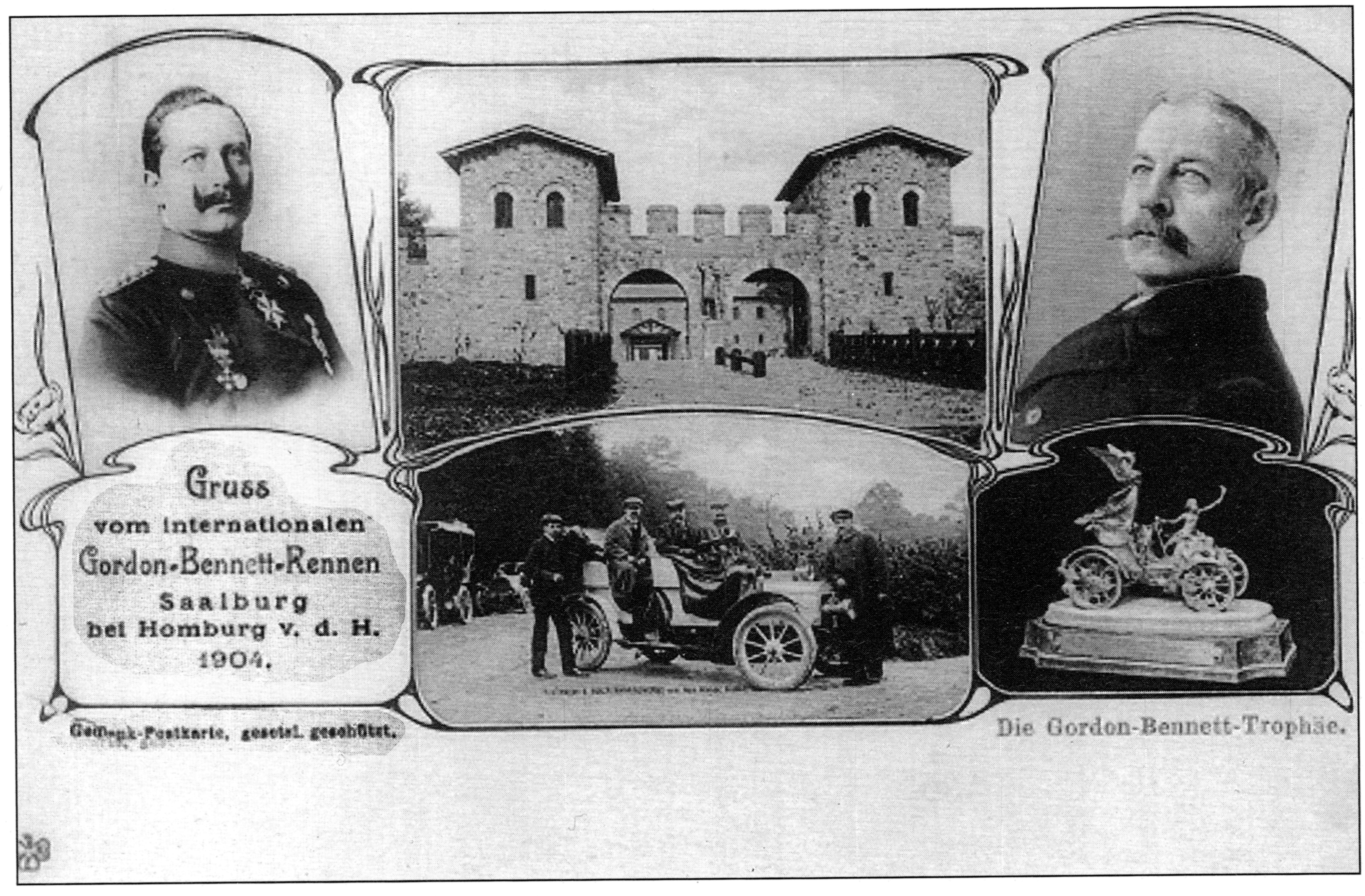
Wilhelm II. steht für die Saalburg, James Gordon Bennett präsentiert die Trophäe des Rennens

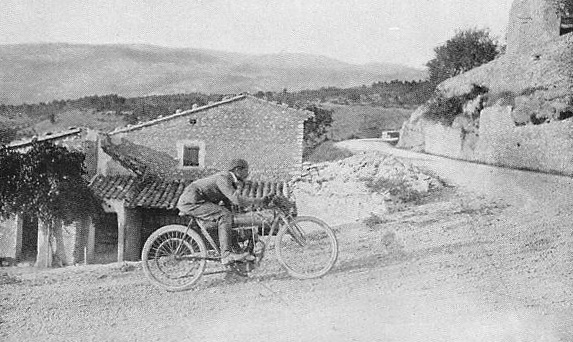
Louis Inghilbert beim Mont Ventoux-Motorradrennen 1904

## Weitere Rennen
- Concours de côte du mont Ventoux